# Arrest Café 't Brouwertje

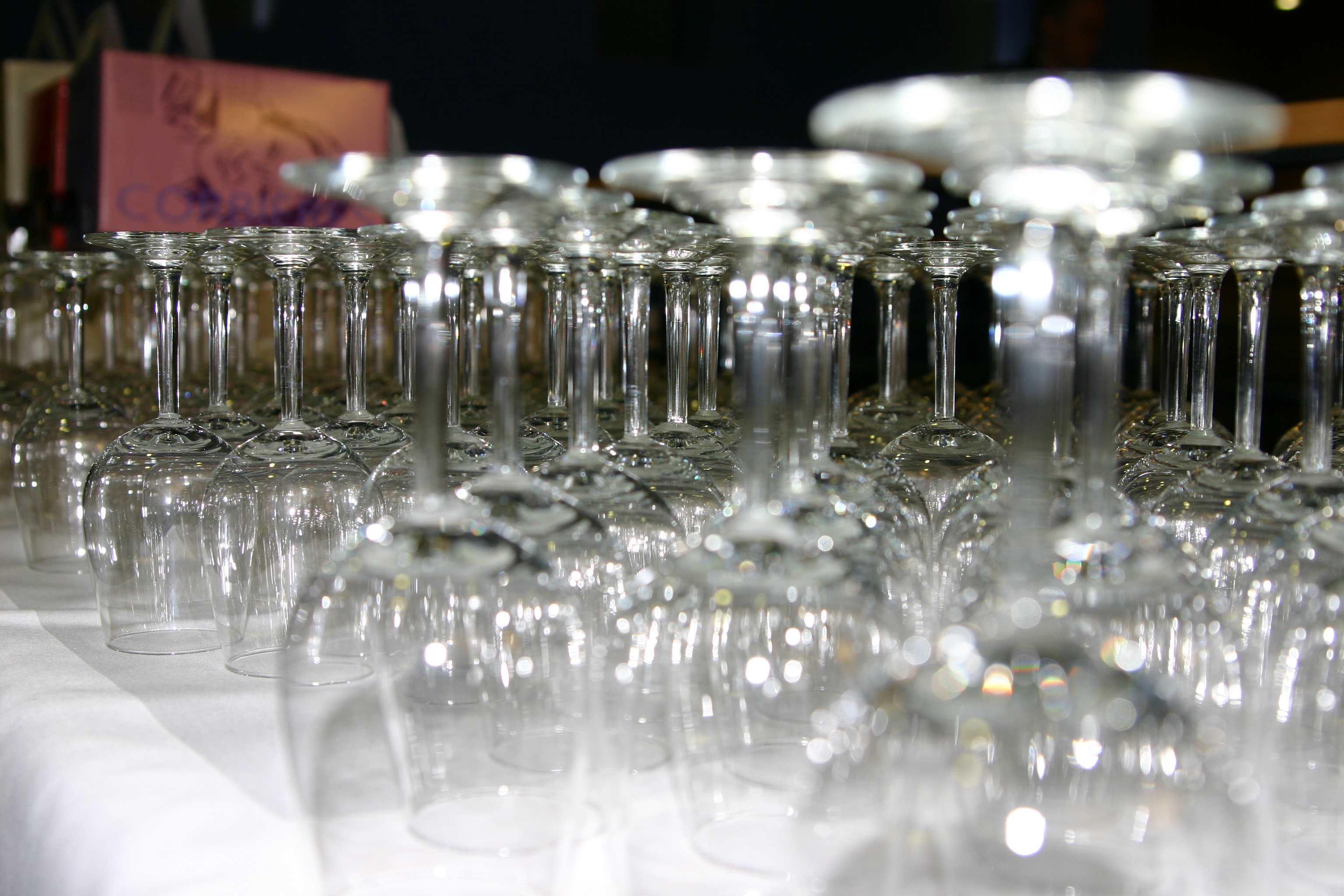
Wijnglazen

Het arrest Damen/Geho, ook bekend als Café 't Brouwertje (HR 3 februari 1984, ECLI:NL:HR:1984:AG4751, NJ 1984/386) is een arrest van de Nederlandse Hoge Raad, dat betrekking heeft op de vraag of een partij zich op het Handelsregister kan beroepen wanneer dit pas achteraf wordt geraadpleegd. Het geldt in de rechtswetenschap als standaardarrest. 

## Casus
Damen is eigenaar van café 't Brouwertje dat hij in oktober 1979 verkoopt. Hij laat zich echter pas in augustus 1980 bij het Handelsregister als eigenaar uitschrijven. Groothandel Geho ontvangt in februari 1980 telefonisch een bestelling op naam van café 't Brouwertje voor een partij glaswerk. De bestelling wordt afgehaald door twee personen die zeggen te komen namens het café. Als betaling uitblijft raadpleegt Geho het Handelsregister. Omdat in het Handelsregister staat vermeld dat Damen in februari 1980 eigenaar was van café 't Brouwertje, vordert Geho van Damen betaling van het glaswerk --f 1440,85-- ter nakomen van de koopovereenkomst.

## Procesgang
De vordering is door de kantonrechter en in hoger beroep door de rechtbank toegewezen. Het cassatieberoep is verworpen.

## Rechtsvraag
Geho stelt dat art. 31 lid 3 (tegenwoordig art. 25 lid 3) van de toenmalige Handelsregisterwet van toepassing is: een feit dat niet in het Handelsregister stond (i.c. dat Damen inmiddels zijn café verkocht had) kan aan derden (in dit geval Geho) niet worden tegengeworpen wanneer de derde van dit feit onkundig is. Damen stelde daartegenover dat Geho geen beroep op dit artikel kan doen, omdat Geho ten tijde van het aangaan van de verkoopovereenkomst het Handelsregister niet had geraadpleegd, maar pas later. Geho stelt dat het tijdstip van raadpleging geen rol speelt.

## Hoge Raad
Geho wordt in het gelijk gesteld. De Hoge Raad overwoog:

dat het in strijd met de behoeften van een vlot verlopend handelsverkeer zou zijn dat het register voor het afsluiten van elke transactie met het oog op een eventueel later van pas komen van een beroep op de voormelde bepaling [art. 31 lid 3 Hrw] zou moeten worden geraadpleegd, nog afgezien van de moeilijkheden die dan ter zake van het bewijs van een zodanige raadpleging zouden ontstaan. Het belang van het handelsverkeer, welk belang de bepaling beoogt te dienen, noopt in verband daarmee tot toekenning aan die bepaling van een ruimere werking dan in het middel wordt bepleit, en wel in dier voege dat de in die bepaling genoemde inschrijvingsplichten aan de daar bedoelde derden de onjuistheid of onvolledigheid van de inschrijving niet kunnen tegenwerpen -- dus de ingeschreven gegevens tegen zich moeten laten gelden -- ongeacht of die derden in vertrouwen op de inschrijving hebben gehandeld dan wel eerst later het handelsregister hebben geraadpleegd.

## Betekenis
Café 't Brouwertje is een standaardarrest in het ondernemingsrecht. Een partij moet kunnen vertrouwen op de gegevens in het Handelsregister, ook in de gevallen dat dit register niet werd geraadpleegd. 